# Dragmacidon coccineum
Dragmacidon coccineum är en svampdjursart som först beskrevs av Keller 1891.  Dragmacidon coccineum ingår i släktet Dragmacidon och familjen Axinellidae.
Artens utbredningsområde är Röda havet. Inga underarter finns listade i Catalogue of Life.